# Kalbe (Milde)
Kalbe (Milde) (bis 1951 Calbe an der Milde) ist eine Stadt und ein staatlich anerkannter Erholungsort im Altmarkkreis Salzwedel in Sachsen-Anhalt.

## Geographie und Stadtgliederung
Kalbe (Milde) liegt zentral in der Altmark am Fluss Milde etwa sechs Kilometer östlich der Bundesstraße 71.
Die Stadt ist in 16 Ortschaften (ehemalige Gemeinden) gegliedert. Zu ihnen gehören gleichnamige und andere Ortsteile mit Wohnplätzen.
- Kalbe (Milde)
  - Kalbe (Milde)
  - Bühne
  - Vahrholz
- Altmersleben
  - Altmersleben
  - Butterhorst
- Badel
  - Badel
  - Thüritz
- Brunau
  - Brunau
  - Plathe
- Engersen
  - Engersen
  - Klein Engersen
- Güssefeld
  - Güssefeld mit Dammkrug
- Jeetze
  - Jeetze
  - Siepe
- Jeggeleben
  - Jeggeleben mit Feine Sache und Molkerei
  - Mösenthin
  - Sallenthin mit Ziegelei Abbau Ader
  - Zierau
- Kahrstedt
  - Kahrstedt
  - Vietzen
- Kakerbeck
  - Kakerbeck mit Neue Mühle
  - Brüchau mit Ziegelei Brüchau
  - Jemmeritz mit Alt Jemmeritz
- Neuendorf am Damm
  - Neuendorf am Damm
  - Karritz
- Packebusch
  - Packebusch
  - Hagenau
- Vienau
  - Vienau
  - Beese
  - Dolchau
  - Mehrin
- Wernstedt
  - Wernstedt mit Neu Wernstedt
- Winkelstedt
  - Winkelstedt
  - Faulenhorst
  - Wustrewe
- Zethlingen
  - Zethlingen
  - Cheinitz

## Geschichte

### Vorgeschichte

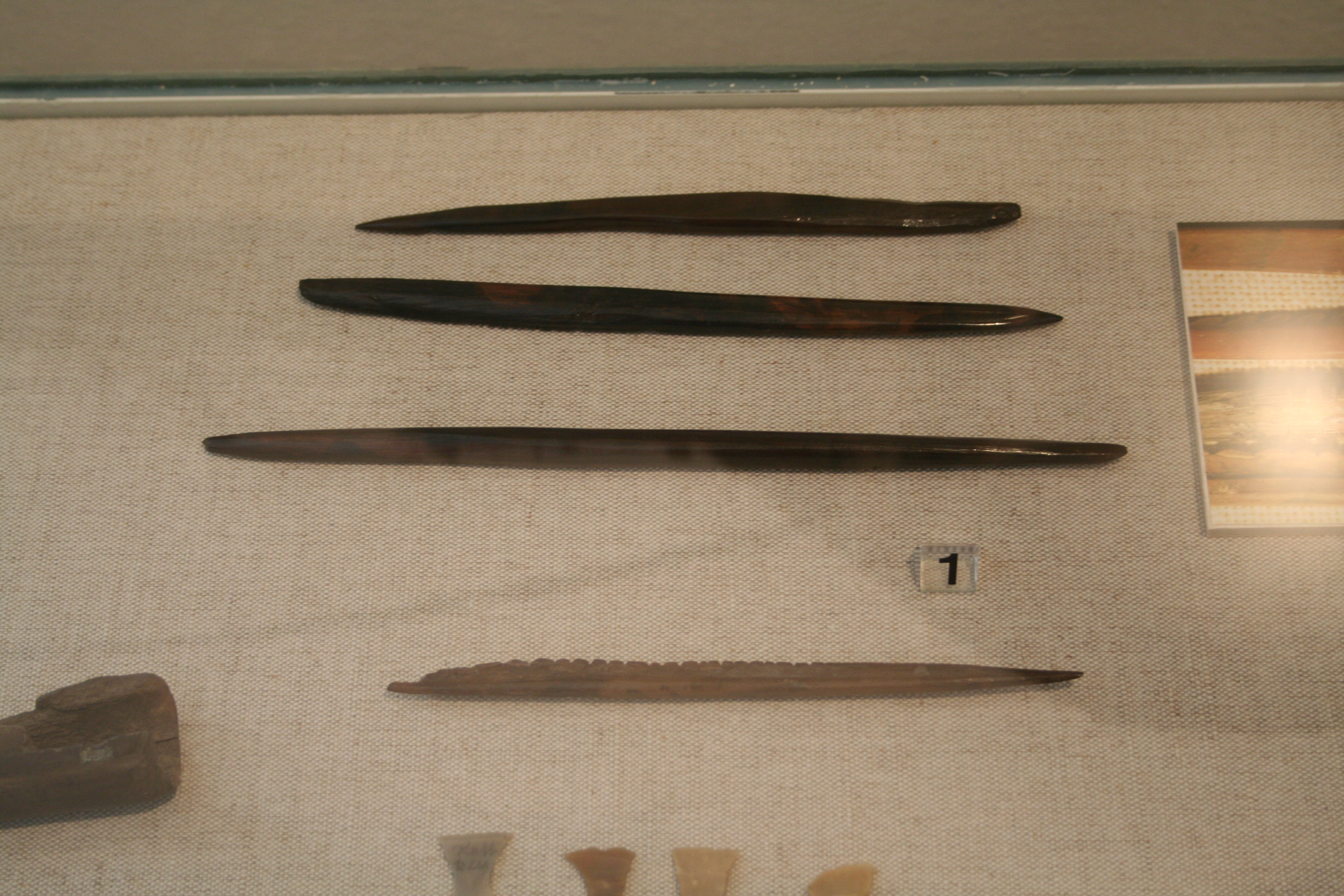
Knochenspitzen aus Kalbe im Johann-Friedrich-Danneil-Museum in Salzwedel

Bereits am Ende der letzten Eiszeit hinterließen spätpaläolithische und mesolithische Jäger und Sammler zahlreiche Artefakte aus Stein, Knochen und Geweih im Moor von Kalbe.

### Mittelalter bis Neuzeit
Erstmals wurde die Stadt Kalbe im Jahr 983 urkundlich als urbe, quae Calwo erwähnt. In der Chronik des Bischofs und Geschichtsschreibers Thietmar von Merseburg wurde der Ort bei der Schilderung der Zerstörung des Laurentiusklosters durch aufständische Slawen genannt.
Die Stadt ist planmäßig auf einer ovalen Talsandinsel angelegt worden, die zu allen Seiten von der Milde umflossen ist und durch ein sumpfiges Gelände geschützt war. Eine Stadtmauer gab es nicht. Auf künstlich angelegten Dämmen durch die Niederung führte die Straße von Gardelegen nach Salzwedel in die Stadt.

### Ortsname
Ausgehend von den Nennungen 1012/18 Calwa, Calwo, 1207 de Calue, 1453 Calve uppe der Milde wird der Ortsname abgeleitet von der germanischen Silbe kalwa, dem althochdeutschen Wort cal(a)wa und dem mittelniederdeutschen kalwe für „kahle Stelle“ oder vom mittelniederdeutschen kalewe für „Kahlheit“, motiviert durch die Lage des Ortes auf einer Talsandinsel in der Mildeniederung.
Zur Unterscheidung von Calbe (Saale) wird Kalbe seit 1951 mit einem „K“ geschrieben. Am 27. Oktober 1951 war die amtliche Schreibweise „Kalbe (Milde), Kreis Gardelegen“ festgelegt worden.

### Eingemeindungen
Bis 1807 gehörte die Stadt zum Arendseeischen Kreis der Mark Brandenburg in der Altmark. Danach lag sie bis 1813 im Kanton Kalbe auf dem Territorium des napoleonischen Königreichs Westphalen. Ab 1816 gehört die Stadt zum Kreis Salzwedel, dem späteren Landkreis Salzwedel in der preußischen Provinz Sachsen.
Kalbe wurde 1952 im Zuge der Verwaltungsreform in der DDR zu einer Kreisstadt im neu gegründeten Bezirk Magdeburg erhoben. Der Kreis Kalbe wurde Ende 1987 aufgelöst und die Stadt dem Kreis Gardelegen zugeteilt. Nach dessen Auflösung kam sie am 1. Juli 1994 zum Altmarkkreis Salzwedel.
Durch eine Gebietsänderungsvereinbarung beschlossen die Gemeinderäte der Gemeinden Stadt Kalbe (Milde), Altmersleben, Güssefeld, Kahrstedt, Neuendorf am Damm und Karritz, Wernstedt und Winkelstedt, dass ihre Gemeinden aufgelöst und zu einer neuen Stadt Kalbe (Milde) vereinigt werden. Dieser Vertrag wurde vom Landkreis als unterer Kommunalaufsichtsbehörde genehmigt und trat am 1. Januar 2009 in Kraft.
Die Stadtfläche vergrößerte sich dadurch von 30,44 km² auf 113,44 km².
Durch eine Gebietsänderungsvereinbarung beschlossen die Gemeinderäte der Gemeinden Stadt Kalbe (Milde), Brunau, Engersen, Jeetze, Kakerbeck, Packebusch und Vienau, dass ihre Gemeinden aufgelöst und zu einer neuen Stadt Kalbe (Milde) vereinigt werden. Dieser Vertrag wurde vom Landkreis als unterer Kommunalaufsichtsbehörde genehmigt und trat am 1. Januar 2010 in Kraft.
Nach Umsetzung der Vereinigungsvereinbarung der bisher selbstständigen Stadt Kalbe (Milde) wurden Bühne, Kalbe (Milde) und Vahrholz Ortsteile der neuen Stadt Kalbe (Milde). Für die eingeflossene Gemeinde wird die Ortschaftsverfassung nach den §§ 86 ff. der Gemeindeordnung des Landes Sachsen-Anhalt eingeführt. Die aufgenommene Gemeinde Kalbe (Milde) und die künftigen Ortsteile Bühne, Kalbe (Milde) und Vahrholz wurden zur Ortschaft der neuen Stadt Kalbe (Milde). In der eingeflossenen Gemeinde und nunmehrigen Ortschaft Kalbe (Milde) wurde ein Ortschaftsrat mit sieben Mitgliedern einschließlich Ortsbürgermeister gebildet.
Das Stadtgebiet vergrößerte sich auf 222,91 km².
Am 1. Januar 2011 wurden schließlich noch die Gemeinden Badel, Jeggeleben und Zethlingen per Landesgesetz Ortsteile von Kalbe (Milde). Dadurch hat sich die Stadtfläche innerhalb von zwei Jahren fast verneunfacht.

### Einwohnerentwicklung

#### Stadt Kalbe (Milde)
| Jahr | Einwohner |
| ---- | --------- |
| 1730 | 533       |
| 1733 | 584       |
| 1740 | 570       |
| 1750 | 786       |
| 1770 | 792       |
| 1774 | 797       |
| 1775 | 0797      |
| 1780 | 0918      |
| 1790 | 0861      |
| 1800 | 0820      |
| 1801 | 0989      |
| 1818 | 1256      |
| 1840 | 1549      |
| 1848 | 1691      |

| Jahr | Einwohner |
| ---- | --------- |
| 1864 | 1833      |
| 1871 | 1750      |
| 1885 | 1803      |
| 1895 | 1870      |
| 1905 | 1932      |
| 1925 | 1955      |
| 1939 | 1934      |
| 1946 | 2571      |
| 1964 | 3008      |
| 1971 | 3056      |
| 1981 | 3679      |
| 1993 | 3720      |
| 2006 | 2781      |
| 2008 | [00]2638  |

Quelle, wenn nicht angegeben:

#### Ortsteil Kalbe (Milde)
| Jahr | Einwohner |
| ---- | --------- |
| 2015 | 2339      |
| 2016 | 2293      |
| 2017 | 2255      |
| 2018 | 2243      |

Quelle 2015 bis 2018:

#### Einheitsgemeinde Stadt Kalbe (Milde)
| Jahr | Einwohner |
| ---- | --------- |
| 2009 | 7158      |
| 2010 | 7045      |
| 2012 | 7490      |
| 2013 | 7811      |
| 2014 | 7799      |
| 2015 | 7787      |
| 2016 | 7689      |
| 2017 | 7616      |
| 2018 | 7594      |
| 2019 | 7580      |
| 2020 | 7498      |
| 2021 | 7488      |
| 2022 | 7407      |
| 2023 | 7348      |

Quelle:

## Religion
Die Volkszählung in Deutschland 2022 zeigte, dass von den 7.209 Einwohnern der Stadt 23,0 % der evangelischen und 2,3 % der katholischen Kirche angehörten.

## Politik

### Stadtrat
Die Kommunalwahl vom 9. Juni 2024 führte zu folgender Zusammensetzung des Stadtrats in Kalbe:
| Partei / Liste | Stimmenanteil | +/− %p  | Sitze | +/− |
| AfD            | 19,25 %       | + 19,25 | 4     | + 4 |
| CDU            | 15,58 %       | − 11,02 | 3     | − 2 |
| SPD            | 10,07 %       | − 0,93  | 2     | ± 0 |
| Die Linke      | 6,55 %        | − 7,85  | 1     | − 2 |
| Grüne          | 2,84 %        | − 5,26  | 1     | − 1 |
| Wählergruppen  | 45,71 %       | + 5,81  | 9     | + 1 |
| Gesamt         | 100 %         |         | 20    |     |

### Wappen
Das Wappen wurde am 7. Juni 2010 durch den Landkreis genehmigt.
| Wappen von Kalbe | Blasonierung: „Gespalten von Silber und Gold, vorn am Spalt ein halber roter Adler mit goldener Bewehrung, hinten aus dem Schildrand hervorbrechend ein rotes Kalb.“ |
| Wappen von Kalbe | Wappenbegründung: Das Wappen geht auf ein Siegel aus dem 17. Jahrhundert mit der Umschrift SIGILLVM OPIDI CALBENSIS zurück. Es zeigte bereits den halben brandenburgischen Adler mit einer Rose darunter, die Teil des Wappens der Familie von Alvensleben, der einstigen Besitzer der Burg, war, doch entfiel die Rose später wieder. Während der Adler auf die Zugehörigkeit des Ortes zu Brandenburg hinweist, ist das Kalb eine Anspielung auf den Namen der Stadt. |

### Flagge
Die Flagge wurde am 3. März 2014 durch den Landkreis genehmigt.
Die Flagge ist rot – gelb (1:1) gestreift (Querform: Streifen waagerecht verlaufend, Längsform: Streifen senkrecht verlaufend) und mittig mit dem Gemeindewappen belegt.

## Gedenkstätten
- Grabstätten auf dem Ortsfriedhof für eine namentlich bekannte Frau aus der Ukraine sowie drei Polen, darunter ein zehnjähriger Junge, die während des Zweiten Weltkrieges nach Deutschland verschleppt und hier Opfer von Zwangsarbeit wurden

## Kultur und Sehenswürdigkeiten

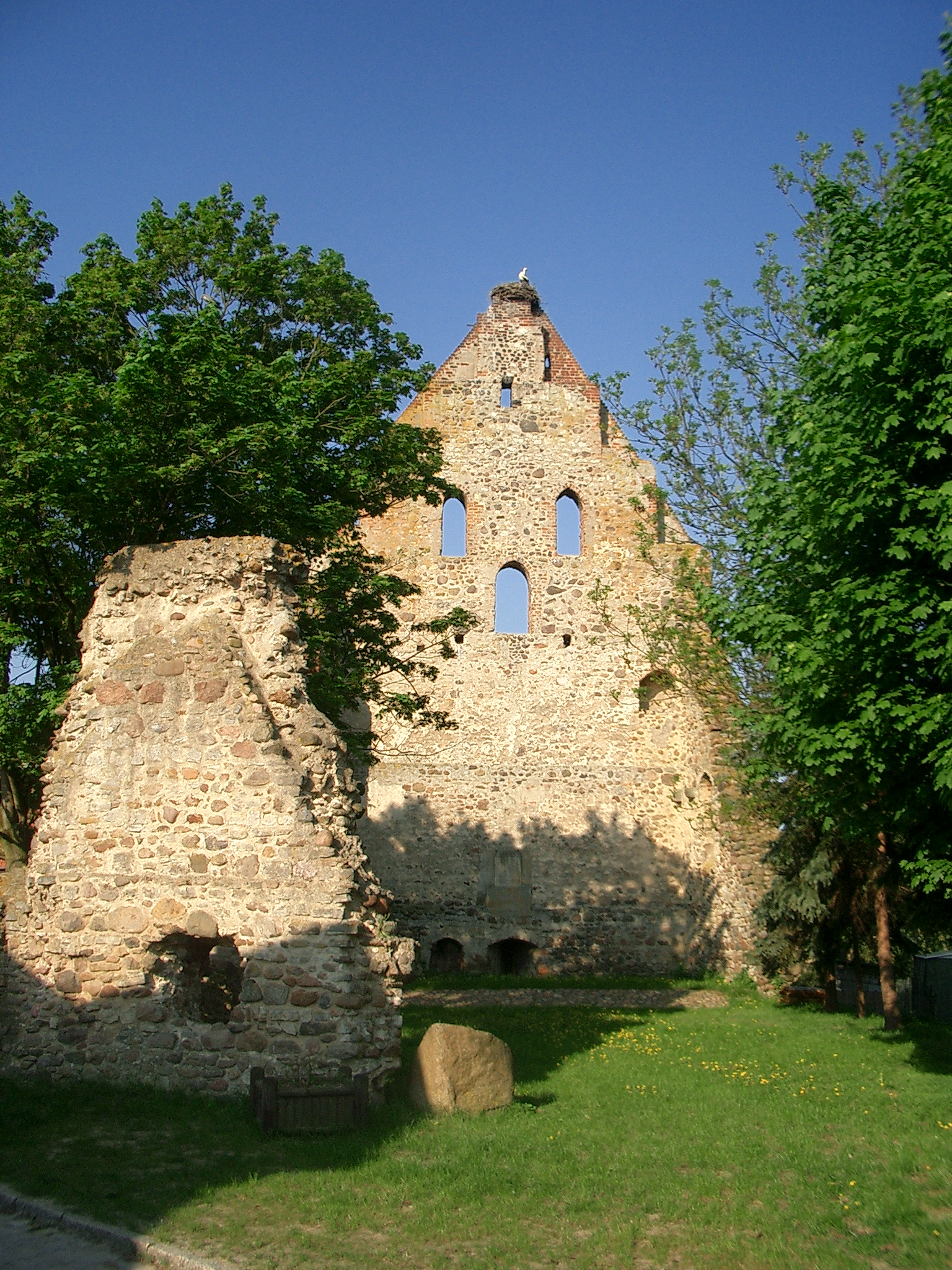
Burgruine

Die Burg Kalbe, früher Burg Calbe, wurde im 9. und 10. Jahrhundert erbaut. Ihre Ruinen prägen noch heute den östlichen Rand des Stadtbilds. Sie befand sich von 1324 bis 1945 im Besitz der Familie von Alvensleben.

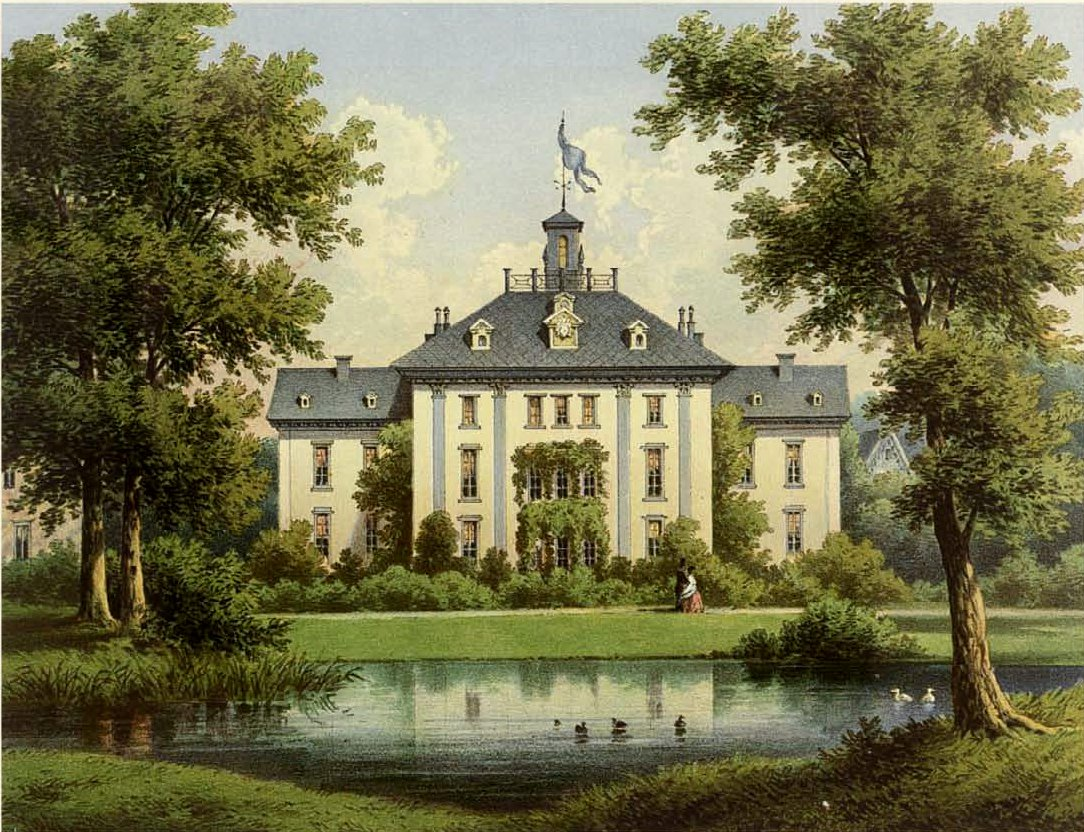
Schloss Kalbe an der Milde. 1817 erbaut von Ludewig Wilhelm Schildt

Die Kalbenser Wassermühle nahe der Burg lässt sich auf eine Mühle im Mittelalter zurückführen. Zuletzt diente der Komplex, zu dem ein heute baufälliges Wohnhaus im Stil eines Herrenhauses gehört, als Futtermittelwerk. Es wurde 1991 stillgelegt. Das Wehr wurde 1999 erneuert; eine Restaurierung der Wassermühlenanlage ist geplant.
1928 wurde das Postamt Kalbe (Milde) eingeweiht, 1956 erfolgte die Eröffnung des Kulturhauses Kalbe (Milde).

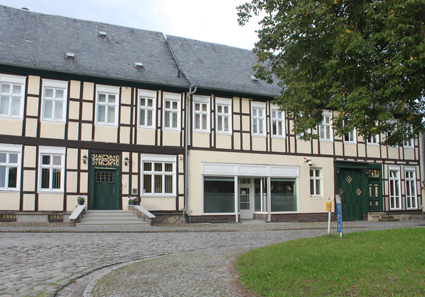
Das Haus Marktstraße 9 nach der Sanierung

Das Haus Marktstraße 9 wurde 1775 erbaut und ist das älteste Geschäftsgebäude in der Stadt. Nach einer umfangreichen Sanierung wird es heute von mehreren Firmen und einem Hotel genutzt.
Der Verein „Künstlerstadt Kalbe e. V.“, gegründet am 13. Juni 2013, fördert das kulturelle Leben in der Stadt und ihrer Umgebung durch Veranstaltungen, wie den Sommer- und den Wintercampus aber durch Workshops, Ausstellungen von Freizeitkünstlern der Altmark und Stipendien oder Praktika für Künstler, damit sie vor Ort tätig sein können.

## Kirchen

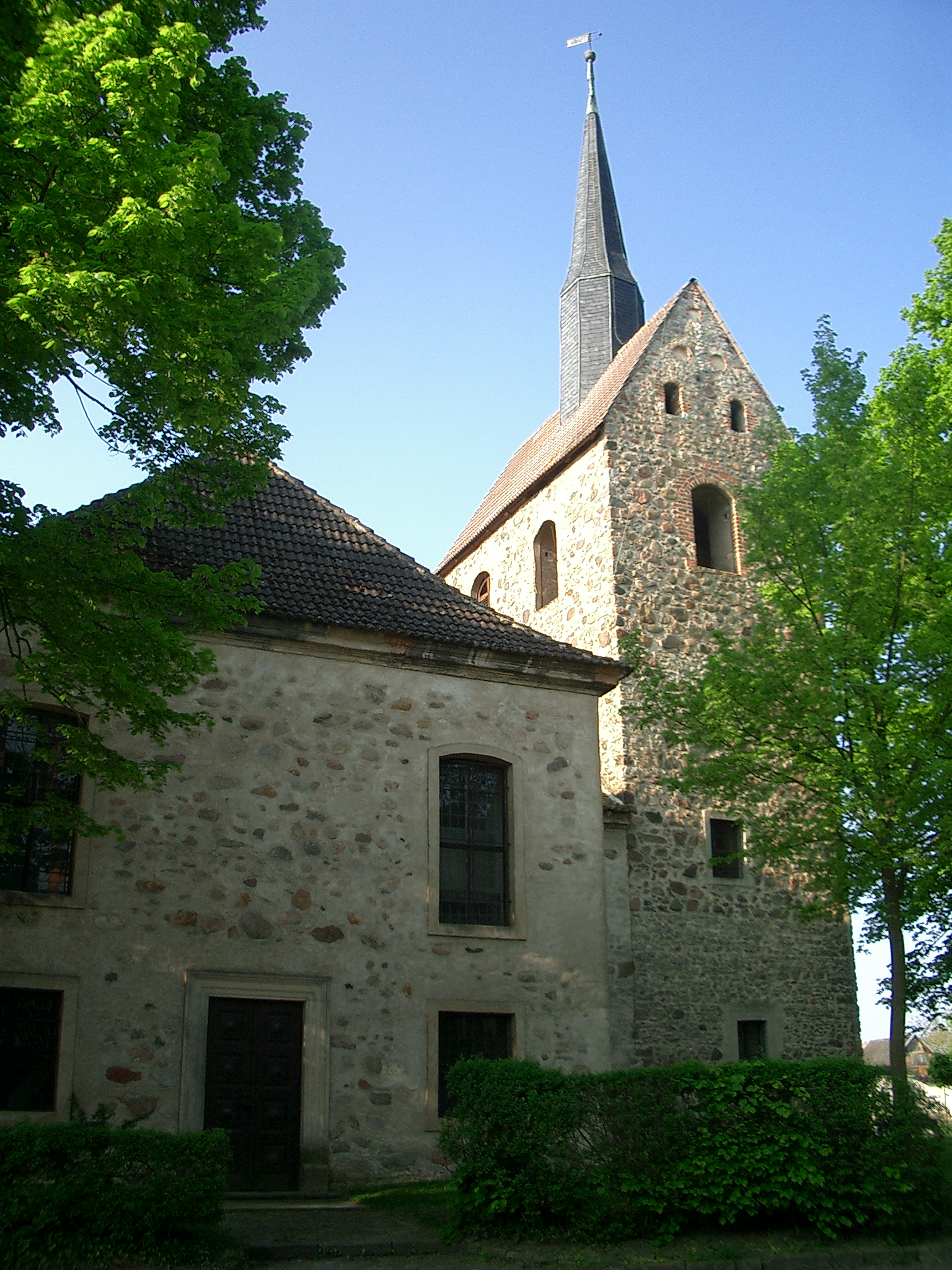
Nicolaikirche

Die Nicolaikirche wurde um 1170 als romanische Basilika aus Feldsteinen an der höchsten Stelle der Stadt errichtet, um 1575 erweitert und 1755 im barocken Stil umgebaut. Sie ist benannt nach Nikolaus von Myra und gehört heute zum Pfarrbereich Kalbe-Kakerbeck im Kirchenkreis Salzwedel der Evangelischen Kirche in Mitteldeutschland. Eine Beschreibung von Grabsteinen und Epitaphien der Kirche wurde 1868 von Adolf Matthias Hildebrandt veröffentlicht.

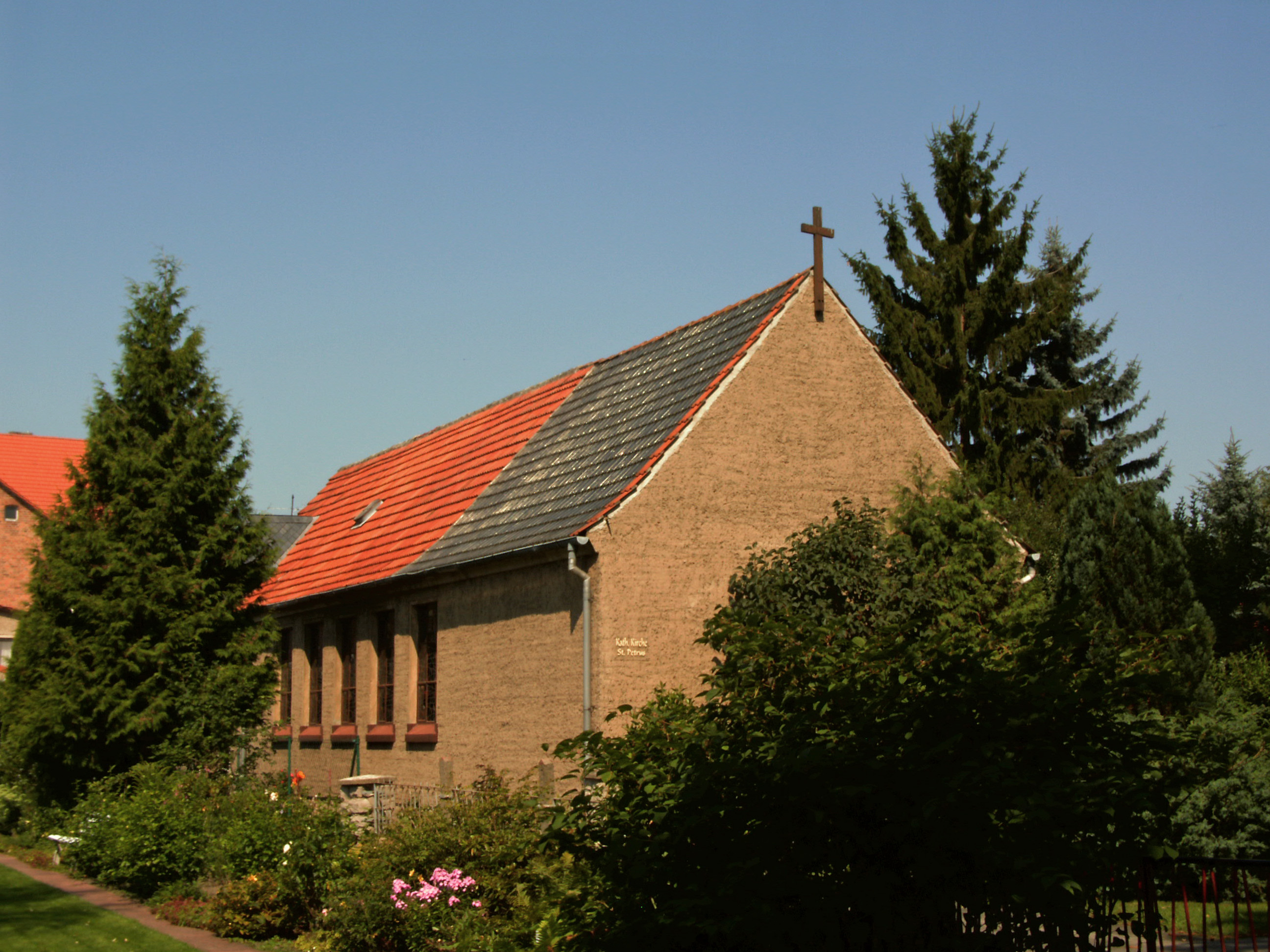
St.-Petrus-Kirche

Die ehemalige katholische St.-Petrus-Kirche ist nach dem Apostel Simon Petrus benannt. 1946 wurde die katholische Kirchengemeinde Kalbe gegründet, zunächst unter dem Patrozinium St. Hedwig. 1963 wurde unter großer Eigenleistung der Gemeindemitglieder die St.-Petrus-Kirche erbaut. Die Kirche befindet sich an der Ostpromenade und gehört heute zur Pfarrei St. Hildegard mit Sitz in Gardelegen. Die Kirche wurde 2024 profaniert.
Die neuapostolische Gemeinde Kalbe/Milde bestand bis 2012, sie gehörte zum Kirchenbezirk Stendal. Ihre Kirche befand sich im nördlichen Bereich der Ostpromenade.

## Verkehr

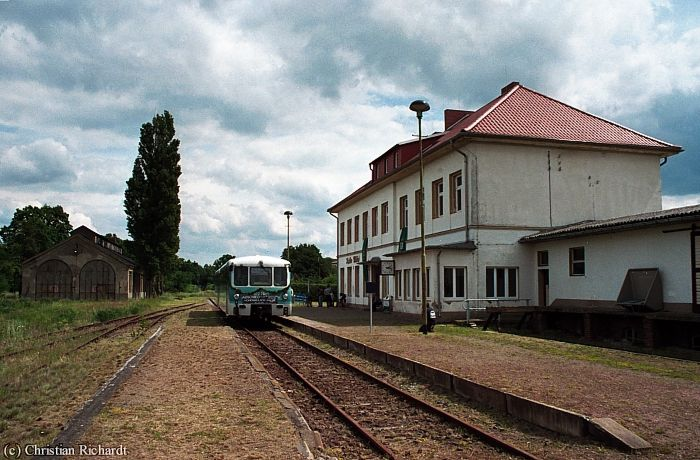
Bahnhof Kalbe (Milde) am letzten Betriebstag im Juni 2001

Der Bahnhof Kalbe (Milde) war jahrzehntelang der Betriebsmittelpunkt des rund 127 Kilometer umfassenden Streckennetzes der Altmärkischen Eisenbahn-AG und ihrer Vorgänger-Gesellschaften (siehe auch Altmärkische Kleinbahn AG).
Im Juni 2001 wurde als letzte Strecke der Verkehr auf der Verbindung Hohenwulsch–Kalbe eingestellt. Als ein Relikt blieb der Lokschuppen Kalbe (Milde) erhalten.
Seit etwa 2008 ist Kalbe in das neue ÖPNV-Konzept des Altmarkkreises Salzwedel eingebunden.
Dieses besteht unter anderem aus dem Landesbus 100 (Salzwedel–Kalbe–Gardelegen–Magdeburg) und der Buslinie 500 (Kalbe–Brunau–Salzwedel).
Die kleinen Dörfer werden meist durch Rufbusse bedient, deren Fahrpläne auf die Buslinien abgestimmt sind.
Grundtakt ist werktags alle zwei Stunden, am Wochenende gibt es vor allem vormittags Lücken im Fahrplan.

## Längstwellensender Goliath
Auf einem 263 Hektar großen Gelände nordöstlich von Calbe an der Milde betrieb die Kriegsmarine von 1943 bis 1945 den Längstwellensender Goliath zur Übermittlung von Befehlen an getauchte U-Boote. Die Antenne dieses Senders, der mit einer Sendeleistung von 1000 Kilowatt der damals stärkste Sender der Welt gewesen sein dürfte, bestand aus einer Schirmantenne, die an 15 abgespannten, geerdeten Gittermasten von 170 Metern Höhe und an drei gegen Erde isolierten Rohrmasten von 204 Meter Höhe aufgehängt war. Nach 1945 diente die Anlage anfangs als Kriegsgefangenenlager, bevor sie 1946 demontiert wurde. Das Fundament von Mast Nummer 8 ist noch erhalten. Nach Demontage wurde der Längstwellensender als erster Sender dieser Art in der Sowjetunion in der Nähe von Nischni Nowgorod in der Siedlung Druschny wieder aufgebaut. Er ist bis heute in Betrieb.

## Sport
Kalbe gehört zu den Altmärkischen Wandernestern, die im Altmärkischen Wanderverein organisiert sind.

## Ehrenbürger
- 1895: Otto von Bismarck, Reichskanzler
- 2010: Ulrich Schmidt,[27] Malermeister und Heimatmaler
- 2012: Fritz Hagen, Heimatdichter

## Söhne und Töchter der Stadt
- Busso V. von Alvensleben (urk. 1393–1433), Herrenmeister des Johanniterordens und Komtur zu Werben (Elbe)
- Busso VII. von Alvensleben (urk. 1441–1495), Landeshauptmann und Kurbrandenburgischer Obermarschall
- Busso VIII. von Alvensleben († 1493), Bischof von Havelberg
- Busso X. von Alvensleben (1468–1548), Bischof von Havelberg
- Gebhard XVII. von Alvensleben († 1541), Landeshauptmann
- Johann Friedrich Danneil (1783–1868), Prähistoriker und Pädagoge
- Johann Ludwig Gebhard von Alvensleben (1816–1895), Gutsherr und Musiker
- Rudolf von Kalben (1869–1951), im Ortsteil Vienau geborener Offizier, Landwirt und Regionalhistoriker
- Heinrich Sültmann (1874–1950), Geistlicher, Heimat- und Familienforscher sowie Sachbuchautor
- Otto Schulz-Mehrin (1879–nach 1945), Ingenieur und Fachautor
- Ludolf Hermann Müller (1882–1959), Bischof der Evangelischen Kirche der Kirchenprovinz Sachsen
- Wilhelm Stapel (1882–1954), Publizist

## Persönlichkeiten der Stadt
- Andreas I. von Alvensleben (1495–1565) war Burgherr auf Burg Calvörde sowie Schlossherr von Schloss Eichenbarleben und Schloss Randau.
- Carl August Ragotzky (1766–1823), Superintendent und Freimaurer.
- Frank Schauer (* 1989), Leichtathlet, Langstreckenläufer, Deutscher Meister im Marathonlauf 2013, wuchs in Kalbe auf.